# Aer jezik
Aer jezik (ISO 639-3: aeq), jedan od devet jezika gudžaratske podskupine indoarijskih jezika, kojim govori nekoliko stotina ljudi oko Deha, Hyderabada i u Jamesabadu u Pakistanu. Ostali Aeri su 1947. migrirali u Indiju i nastanili se u Kach Bhuju u Gudžaratu. 
Žene su monolingualne. Postoji nekoliko dijalekata: jikrio goth aer i jamesabadski aer. Služe se i sindskim [snd] i zapadnopandžapskim [pnb].

## Vanjske poveznice
- Ethnologue (14th)
- Ethnologue (15th)